# حلقه بینگهام
حلقه بینگهام (انگلیسی: Bingham Loop) ایستگاه و حلقه چرخشی در پایانه شرقی خطوط تراموا ۵۰۳ خیابان کینزتون کمیسیون حمل و نقل تورنتو (TTC) است. بین خیابان ویکتوریا پارک و خیابان بینگهام، درست در شمال جاده کینگستون (تورنتو) در تورنتو قرار دارد.